# John Le Mesurier
Pour les articles homonymes, voir Mesurier.
John Le Mesurier est un acteur anglais, de son nom complet John Charles Elton Le Mesurier De Somerys Halliley, né à Bedford (Angleterre, Royaume-Uni) le 5 avril 1912, mort à Ramsgate (Angleterre, Royaume-Uni) le 15 novembre 1983.
Il est le père du guitariste Robin Le Mesurier.

## Biographie
Après sa scolarité à la Sherborne School, puis des études d'art dramatique à partir de 1932, John Le Mesurier entame en 1935 une carrière au théâtre, interrompue par la Seconde Guerre mondiale, durant laquelle il est enrôlé. En 1948, il apparaît pour la première fois au cinéma et participe en tout à cent-vingt-quatre films (majoritairement britanniques, plus quelques-uns américains, sans compter des coproductions), les deux derniers sortis en 1984, l'année suivant sa mort.
Il se produit également à la radio et à la télévision (douze téléfilms et soixante-seize séries, entre 1938 et 1983). Un de ses rôles les plus connus est celui du Sergent Arthur Wilson, dans la série télévisée Dad's Army (1968-1977), rôle qu'il reprendra à la radio et au théâtre.

## Filmographie partielle

### Au cinéma
- 1948 : Escape from Broadmoor de John Gilling (court métrage)
- 1949 : A Matter of Murder de John Gilling
- 1950 : Dark Interval de Charles Saunders
- 1952 : Blind Man's Bluff de Charles Saunders
- 1953 : The Drayton Case de Ken Hughes (court métrage)
- 1953 : Black 13 de Ken Hughes
- 1955 : Joséphine et les hommes (Josephine and Men) de Roy Boulting
- 1955 : A Time to kill de Charles Saunders
- 1956 : La Bataille du Rio de la Plata (The Battle of the River Plate) de Michael Powell et Emeric Pressburger
- 1957 : Ce sacré confrère (Brothers in Law) de Roy Boulting
- 1957 : L'Admirable Crichton (The Admirable Crichton) de Lewis Gilbert
- 1957 : The Good Companions de J. Lee Thompson
- 1957 : Pilotes de haut-vol (High Flight) de John Gilling
- 1958 : Je pleure mon amour (Another Time, Another Place) de Lewis Allen
- 1958 : Contre-espionnage à Gibraltar (I was Monty's Double) de John Guillermin
- 1958 : Gai, gai, marions-nous (Happy is the Bride) de Roy Boulting
- 1958 : Le Sang du vampire (Blood of the Vampire) d'Henry Cass
- 1958 : L'habit fait le moine (Law and Disorder) de Charles Crichton
- 1958 : Le Justicier (The Moonraker) de David MacDonald
- 1959 : Sois toujours diplomate (Carlton-Browne of the F.O.) de Roy Boulting et Jeffrey Dell
- 1959 : Le Chien des Baskerville (The Hound of the Baskervilles) de Terence Fisher
- 1959 : Ni fleurs ni couronnes (Too Many Crooks) de Mario Zampi
- 1959 : L'Épopée dans l'ombre (Shake Hands with the Devil) de Michael Anderson
- 1959 : Après moi le déluge (I'm All Right Jack) de John Boulting
- 1959 : Un brin d'escroquerie (A Touch of Larceny) de Guy Hamilton
- 1959 : Opération Amsterdam (Operation Amsterdam) de Michael McCarthy
- 1959 : Notre agent à La Havane (Our Man in Havana) de Carol Reed
- 1959 : Cargaison dangereuse (The Wreck of the Mary Clare) de Michael Anderson
- 1959 : Ben-Hur de William Wyler
- 1959 : Jack l'Éventreur de Monty Berman & Robert S. Baker
- 1960 : Quand gronde la colère (Never Let Go) de John Guillermin
- 1960 : Le Jour où l'on dévalisa la banque d'Angleterre (The Day they robbed the Bank of England) de John Guillermin
- 1960 : L'Académie des coquins (School for Scoundrels) de Robert Hamer
- 1961 : Le Prisonnier récalcitrant (Very Important Person) de Ken Annakin
- 1962 : Le Mystère de la villa blanche (Jigsaw) de Val Guest
- 1962 : Les Femmes du général (Waltz of the Toreadors) de John Guillermin
- 1962 : On n'y joue qu'à deux (Only Two can play) de Sidney Gilliat
- 1962 : Guitares et bagarres (The Main Attraction) de Daniel Petrie
- 1963 : La Souris sur la Lune (The Mouse on the Moon) de Richard Lester
- 1963 : Dans la douceur du jour (In the Cool of the Day) de Robert Stevens
- 1963 : La Panthère rose (The Pink Panther) de Blake Edwards
- 1964 : La Baie aux émeraudes (The Moon-Spinners) de James Neilson
- 1964 : X3, agent secret (Hot Enough for June) de Ralph Thomas
- 1965 : Le Liquidateur (The Liquidator) de Jack Cardiff
- 1965 : Passeport pour l'oubli (Where the Spies are) de Val Guest
- 1965 : Doubles masques et agents doubles (Masquerade) de Basil Dearden
- 1965 : La Cité sous la mer (The City under the Sea) de Jacques Tourneur
- 1965 : Ces merveilleux fous volants dans leurs drôles de machines (Those Magnificent Men in their Flying Machines or How I flew from London to Paris in 25 hours 11 minutes) de Ken Annakin
- 1966 : Le Mystère des treize (Eye of the Devil) de J. Lee Thompson
- 1966 : The Sandwich Man de Robert Hartford-Davis
- 1966 : Un mort en pleine forme (The Wrong Box) de Bryan Forbes
- 1966 : Opération Marrakech (Our Man in Marrakesh) de Don Sharp
- 1967 : La Vingt-cinquième Heure (The Twenty-Fifth Hour) d'Henri Verneuil
- 1968 : Sel, Poivre et Dynamite (Salt and Pepper) de Richard Donner
- 1969 : L'or se barre (The Italian Job) de Peter Collinson
- 1970 : Melinda (On a Clear Day you can see Forever) de Vincente Minnelli
- 1975 : Le Frère le plus futé de Sherlock Holmes (The Adventures of Sherlock Holmes' Smarter Brother) de Gene Wilder
- 1977 : Jabberwocky de Terry Gilliam
- 1978 : La Grande Cuisine (Who is killing the Great Chefs of Europe ?) de Ted Kotcheff
- 1979 : Un cosmonaute chez le roi Arthur (The Spaceman and King Arthur) de Russ Mayberry
- 1980 : The Shillingbury Blowers de Val Guest

### À la télévision

#### Série télévisée
- 1959 : Ici Interpol (Interpol Calling), Saison 1, épisode 5 The Long Weekend de Charles Frend
- 1960 : Destination Danger (Danger Man), Saison 1, épisode 10 Affaire d'État (An Affair of State)
- 1966 : Première série Chapeau melon et bottes de cuir (The Avengers), Saison 4, épisode 22 Les espions font le service (What the Butler saw)
- 1973 : Angoisse Saison 1 épisode 8 File It Under Fear

#### Téléfilm
- 1965 : Tea Party de Charles Jarrott
- 1974 : Brève rencontre (Brief Encounter) d'Alan Bridges

## Théâtre
(sélection de pièces)
- 1952 : Hanging Judge, adaptation de Raymond Massey, d'après le roman éponyme de Bruce Hamilton, mise en scène par Michael Powell (à Londres)
- 1976 : Dad's Army, de (et mise en scène par) Jimmy Perry et David Croft (Bradford puis Bath ; d'après la série télévisée éponyme)
- 1980 : Hay Fever de Noël Coward (Londres puis Guildford)